# 铁列克提
45°35′00″N 82°17′00″E / 45.58333°N 82.28333°E
铁列克提（羅馬化：Terekty）是中国新疆塔城地区裕民县的一个地区。裕民县地处塔城盆地西南边缘，西与哈萨克斯坦扎拉纳什科利湖交界，东北与塔城市、额敏县相邻。

## 铁列克提事件
铁列克提事件，苏方称扎拉纳什科利湖边境冲突（俄语：Пограничный конфликт у озера Жаланашколь），是1969年8月13日在扎拉纳什科利湖/铁列克提河附近发生的中苏边境冲突。

### 背景
1960年代，中苏交恶。在1969年3月珍宝岛事件中，苏军被中国人民解放军沈阳军区司令陈锡联预先部署的部队伏击遭受损失后，双方关系急剧恶化，并迅速在各方边境集结百万军力。而在铁列克提地区中，中苏两方存在一片长达几十公里宽的争议地带。
1969年，双方都在争议地带中修建了各自的军事设施。其中包括在同年的6月10日新疆塔城地区的巴尔鲁克山附近，以及随后的7月8日黑龙江八岔岛附近 。在双方军事力量及民间武装爆发的一系列冲突中，苏联方面遭受了较大损失。为此，苏联政府寻求反击，最终将铁列克提地区确定为战略突破口。

### 事件经过
1969年8月11日，中国人民解放军发信号邀请苏联方面军事长官会谈，苏军并未参加。
8月13日上午8时，中国边防人员三支巡逻队开始巡逻，人数共90人左右。此次巡逻一反常态，人数是正常情况下的三倍，且事先向省军区、中央军委和外交部作了汇报并做了应对准备，该巡逻队同时携带了刚研发的不明型号枪榴弹及多名随队记者。
中方声称，在巡逻途中，苏军出动直升机掩护坦克装甲部队，在铁列克提地区包围了中国巡逻队的其中一支并在炮火支援下发动袭击。苏方则声称并未出动坦克，只出动四辆BTR-60PB装甲运输车。中国边防人员与300余名苏军作战，依仗地形战斗长达五个多小时。
由于缺乏重武器，695.5无名高地主阵地被围的28名边防兵（包括三名随军记者）全部阵亡。主阵地被俘的五人中四人后來在苏联手中因故死亡，包括排长高春林、新华社记者王一兵、副站长裴映章、排长李国贞。唯一生还者袁国孝列兵，经外交交涉在9月22日被送回中国。支援部队包括民兵也有若干阵亡和负伤。

### 后续
1969年9月12日，中华人民共和国国务院总理周恩来在首都机场会见了从越南河内参加越南劳动党主席胡志明葬礼后回国途经北京的苏联部长会议主席柯西金。会议期间周恩来谈及铁列克提事件，称：“（铁列克提）这个地区即使按照你们的地图线也进入了中国境内。你们用坦克包围了我们的巡逻队，把我们巡逻队20多个人打死了，还抓走了2个。在东北也抓了我们1个人。你们按照战俘来对待他们，我们之间没有宣战，怎么能按照战俘来对待呢？你们走得太远了。”
事后苏联方面表彰参战人员。共授予列宁勋章1枚，红旗勋章5枚，红星勋章6枚，3等光荣勋章2枚，勇敢奖章10枚，战功奖章11枚。中方在后续调查中，认定在几天前苏军就有异动，而塔城军分区并没木有作备。1971年中国共产党中央委员会副主席林彪死后，林彪从前的部下，新疆军区司令员龙书金被认为要担负主要责任，后续被调离新疆。
1994年4月26日，中华人民共和国国务院总理李鹏在访问哈萨克斯坦首都阿拉木图期间与哈萨克斯坦总统签署了《中哈国界协定》。1997年9月24日，李鹏在访问阿拉木图期间与哈萨克斯坦总统签署了第一个《中哈国界补充协定》。1998年7月4日，中华人民共和国主席江泽民在出席在阿拉木图展开的“上海五国”第三次元首会议期间，与哈萨克斯坦总统纳扎尔巴耶夫签署了第二个《中哈国界补充协定》。1999年11月下旬，纳扎尔巴耶夫访问北京，两国领导人签署了《中哈关于两国边界问题获得全面解决的联合公报》。铁列克提地区的主权问题得到解决，当年冲突地带已明确划归中国。2008年8月13日，中国人民解放军新疆军区将当年的主阵地无名高地命名为“忠勇山”，并在当地建立“忠勇山烈士纪念碑”，以示纪念。